# Zahidne, Bobrîneț
Zahidne (în ucraineană Західне) este un sat în comuna Tarasivka din raionul Bobrîneț, regiunea Kirovohrad, Ucraina.

## Demografie
Componența lingvistică a localității Zahidne
     Ucraineană (92,31%)
     Rusă (3,85%)
     Română (3,85%)
Conform recensământului din 2001, majoritatea populației localității Zahidne era vorbitoare de ucraineană (92,31%), existând în minoritate și vorbitori de rusă (3,85%) și română (3,85%).